# 삼성 갤럭시 플레이어

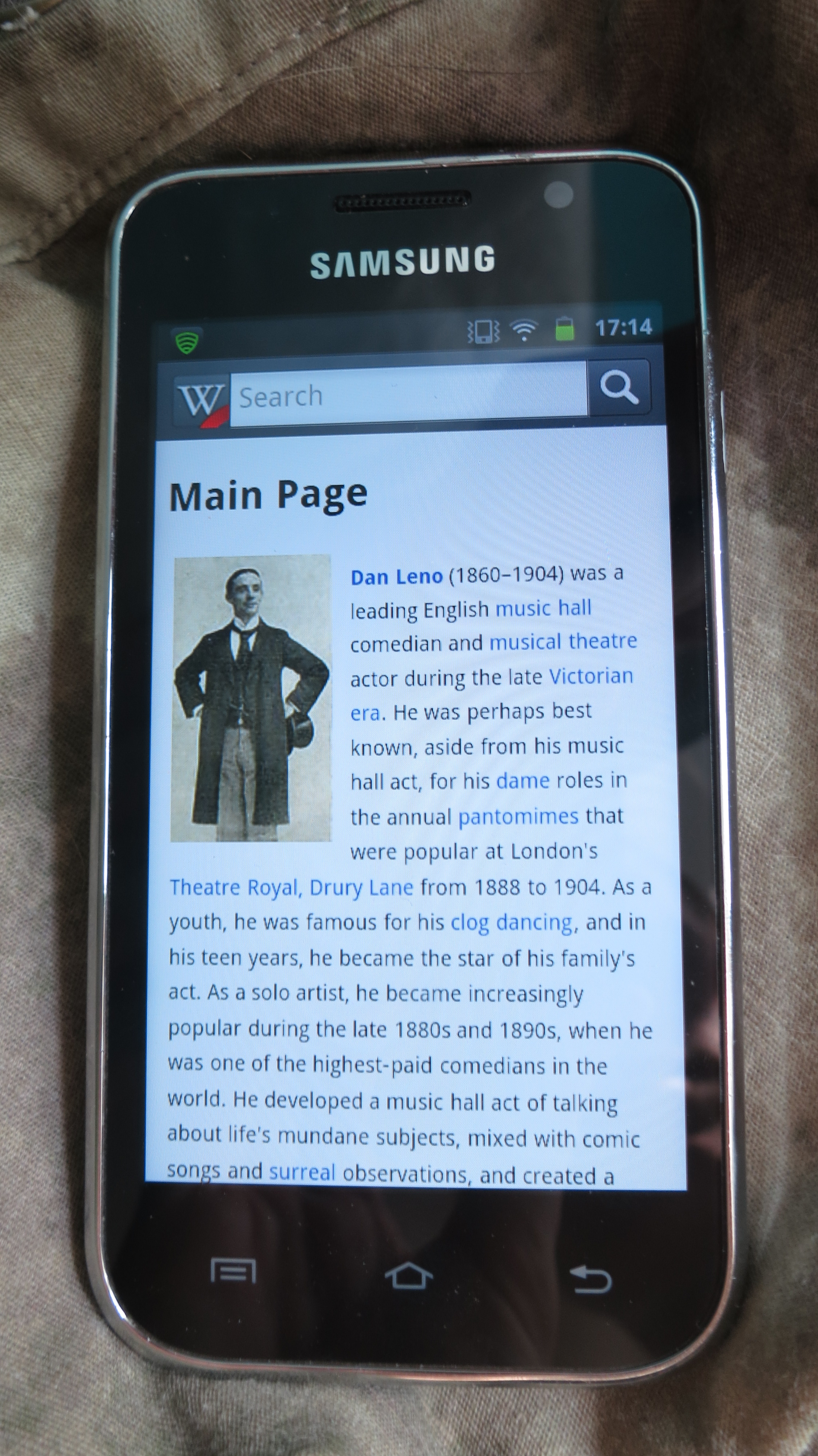

삼성 갤럭시 플레이어(Samsung GALAXY player)는 삼성 갤럭시 시리즈의 포터블 미디어 플레이어 제품군이다.

## 제품군

### 갤럭시 플레이어 50
2011년 1월에 출시된 제품이다.

### 갤럭시 플레이어 4.0/갤럭시 S 와이파이 4.0
2011년 2월에 출시 된 제품이다.

### 갤럭시 플레이어 5.0/갤럭시 S 와이파이 5.0
2011년 3월에 출시된 제품이다.

### 갤럭시 플레이어 3.6/갤럭시 S 와이파이 3.6
2012년 1월에 출시된 제품이다.

### 갤럭시 플레이어 4.2/갤럭시 S 와이파이 4.2
2012년 1월에 출시된 제품이다.

### 갤럭시 플레이어 70 플러스
2012년 3월에 출시된 제품이다.

### 갤럭시 플레이어 5.8
2012년 9월에 출시된 제품이다.

## 같이 보기
- 아이팟 터치